# Старое Сарайкино
Старое Сарайкино — село в Балтайском районе Саратовской области России. Входит в состав Барнуковского муниципального образования. Основано в XVII веке.

## География
Село находится в северной части Саратовского Правобережья, в пределах Приволжской возвышенности, в лесостепной зоне, на расстоянии примерно 10 километров (по прямой) к югу от села Балтай. Абсолютная высота — 214 метров над уровнем моря.
Климат
Климат характеризуется как умеренно континентальный с холодной снежной зимой и жарким сухим летом. Среднегодовая температура воздуха — 3,4 °C. Абсолютный минимум температуры воздуха самого холодного месяца (января) составляет −43 °C; абсолютный максимум самого тёплого месяца (июля) — 39 °C. Безморозный период длится в течение 138 дней в году. Среднегодовое количество атмосферных осадков — 330—580 мм, из которых большая часть (326 мм) выпадает в период с апреля по октябрь. Снежный покров держится в среднем 140—147 дней в году.
Часовой пояс
Село Старое Сарайкино, как и вся Саратовская область, находится в часовой зоне МСК+1. Смещение применяемого времени относительно UTC составляет +4:00.

## Население
| 2002 | 2010 |
| ---- | ---- |
| 179  | ↘114 |

Гендерный состав
По данным Всероссийской переписи населения 2010 года в гендерной структуре населения мужчины составляли 45,6 %, женщины — соответственно 54,4 %.
Национальный состав
Согласно результатам переписи 2002 года, в национальной структуре населения русские составляли 40 % из 179 чел., мордва — 37 %.